# Thomas Sternberg

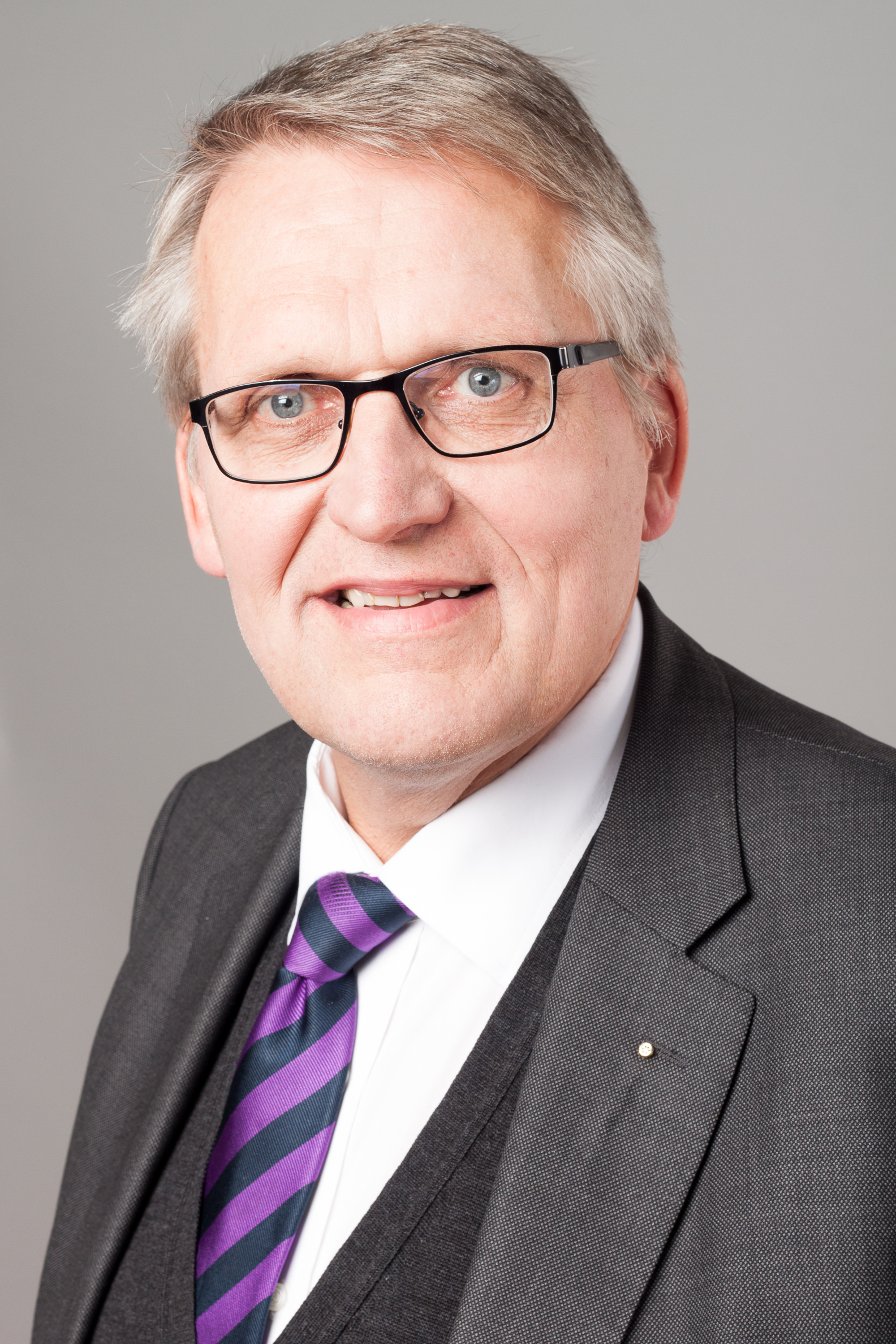
Thomas Sternberg (2013)

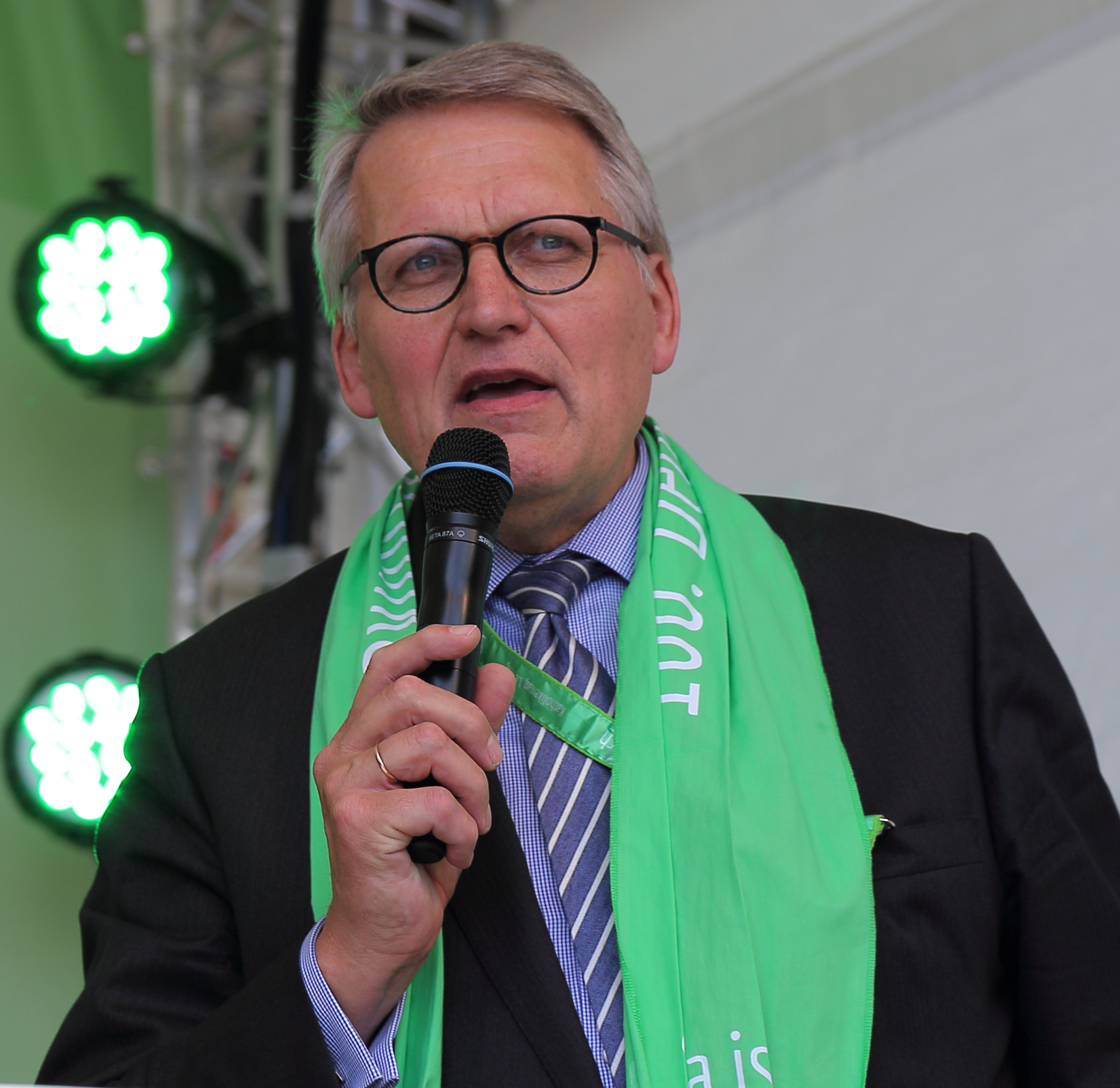
Thomas Sternberg bei einem seiner Auftritte auf dem 100. Deutschen Katholikentag 2016 in Leipzig.

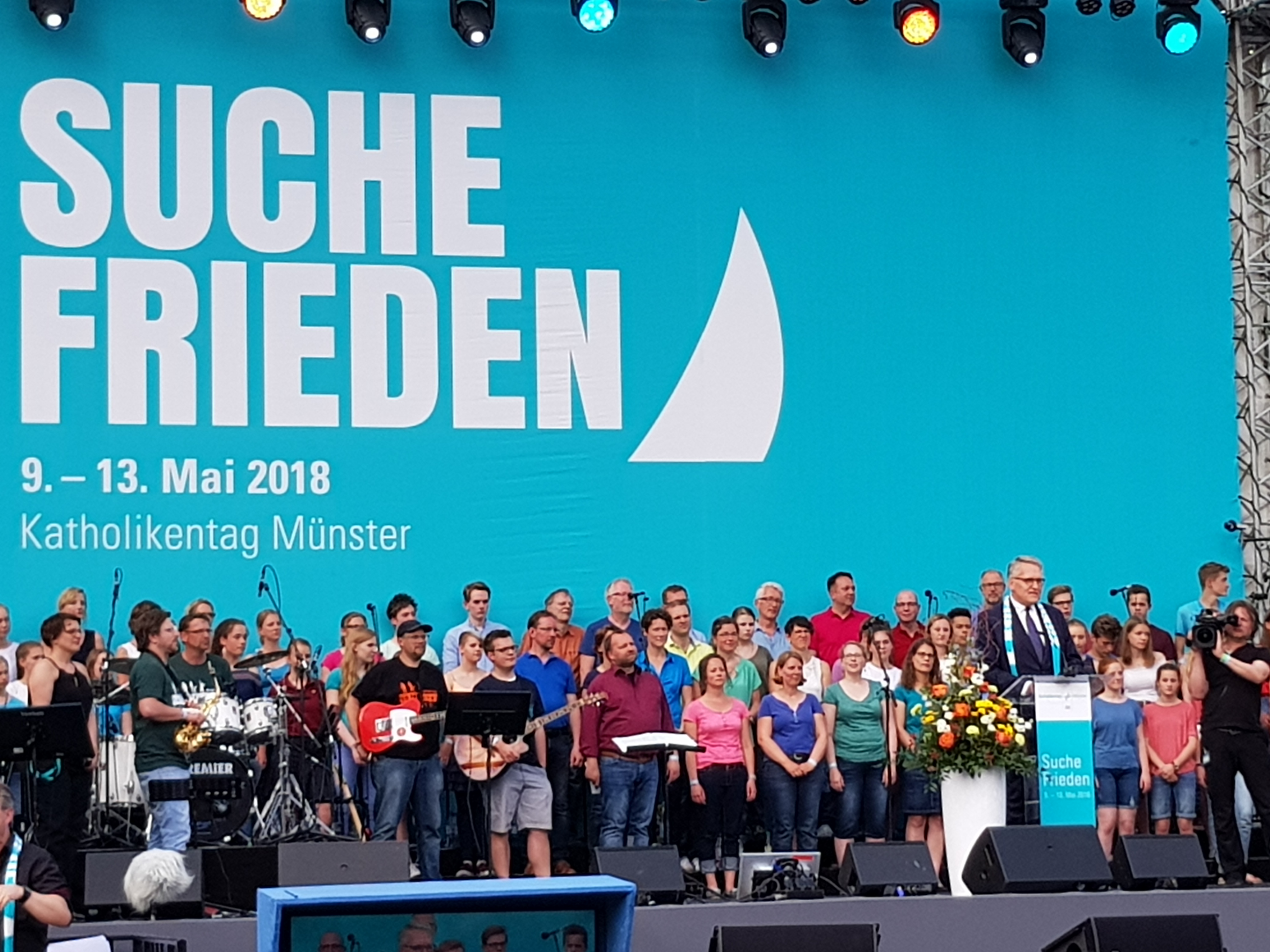
Thomas Sternberg bei der Eröffnung des 101. Katholikentags in Münster

Thomas Sternberg (* 20. April 1952 in Elspe) ist ein deutscher Politiker (CDU) und ehemaliger Landtagsabgeordneter in Nordrhein-Westfalen. Er war von 1988 bis 2016 Direktor der Katholischen Akademie Franz-Hitze-Haus. Vom 20. November 2015 bis zum 19. November 2021 war er Präsident des Zentralkomitees der deutschen Katholiken.

## Leben
Thomas Sternberg absolvierte nach einer Bäckerlehre in der Backstube seiner Eltern (Bäckergesellenprüfung 1969) und dem Abendgymnasium (Erzbischöfliches Abendgymnasium Neuss, Abitur 1974) ein Studium der Germanistik, Kunstgeschichte und Theologie in Münster, Rom und Bonn. 1981 schloss er sein Studium mit den Abschlüssen Diplom und Lizenziat (Lic. theol.) und einer Arbeit über den „Kirchenbau in Ägypten vor der Araberinvasion 642“ ab. 1983 folgte eine Dissertation über die Lyrik Achim von Arnims an der philosophischen Fakultät der Westfälischen Wilhelms-Universität Münster zum Dr. phil. 1988 wurde Sternberg mit einer Arbeit über die Sozialeinrichtungen des 4. bis 7. Jahrhunderts im Bereich Theologie (Alte Kirchengeschichte/Christliche Archäologie) an der Rheinischen Friedrich-Wilhelms-Universität Bonn zum Dr. theol. promoviert.
Von 1988 bis 2016 war Sternberg Direktor der Katholisch-Sozialen Akademie Franz-Hitze-Haus in Münster und von 1997 bis 2013 Sprecher für kulturpolitische Grundfragen im Zentralkomitee der deutschen Katholiken (ZdK), seitdem Mitglied im Hauptausschuss. 1996 bis 2021 war er Berater in der Kommission VIII (Wissenschaft und Kultur) der Deutschen Bischofskonferenz. Er war von 2005 bis 2017 Mitglied im Vorstand der Kulturpolitischen Gesellschaft (KuPoGe). Seit 2001 ist Sternberg Honorarprofessor für Kunst und Liturgie an der Westfälischen Wilhelms-Universität.
Am 20. November 2015 wurde er in Nachfolge von Alois Glück zum Präsidenten des Zentralkomitees der deutschen Katholiken gewählt und am 24. November 2017 für vier Jahre wiedergewählt. Als solcher ist er maßgeblich an der Initiierung und Gestaltung des Gesprächsprozesses Synodaler Weg in der römisch-katholischen Kirche Deutschlands beteiligt, der am 1. Dezember 2019 gestartet wurde. Mit Kardinal Reinhard Marx war er Präsident der 1. bis 4. Versammlung. Am 23. April 2021 teilte er mit, dass er im Herbst 2021 nicht erneut für das Amt des Präsidenten kandidieren werde. Am 19. November 2021 wurde die Sozialwissenschaftlerin Irme Stetter-Karp von der Vollversammlung zu seiner Nachfolgerin gewählt.
Thomas Sternberg ist verwitwet und hat fünf erwachsene Kinder.

## Politik
Sternberg ist seit 1974 Mitglied der CDU. Von 1989 bis 2004 war er Mitglied des Kulturausschusses im Rat der Stadt Münster. 1999 war er Ratsherr im Rat der Stadt Münster und war dort bis 2003 kulturpolitischer Sprecher der CDU-Ratsfraktion.
Bei der Landtagswahl in Nordrhein-Westfalen 2005 wurde er im Wahlkreis 85 (Münster II) als Direktkandidat der CDU in den Landtag gewählt, dem er ab dem 8. Juni 2005 angehörte. Bei der Wahl 2010 schaffte er den Wiedereinzug in den Düsseldorfer Landtag. Bei der Wahl 2012 zog Sternberg über die CDU-Landesliste (Platz 13) in den Landtag ein. Er war Sprecher seiner Fraktion im Ausschuss für Kultur und Medien in der 14. und 16. Wahlperiode und in der 15. WP Sprecher für Schule und Bildung. Er gehörte dem Ausschuss für Innovation, Wissenschaft und Forschung an. Am 20. August 2016 kündigte Sternberg an, dass er bei der Landtagswahl 2017 nicht erneut kandidieren werde.
Von 2003 bis 2007 war er zudem sachverständiges Mitglied der Enquete-Kommission „Kultur in Deutschland“ des Deutschen Bundestages. 2012 wurde Sternberg erneut als Beisitzer in den Vorstand der Kulturpolitischen Gesellschaft (KuPoGe) gewählt, dem er bis 2018 angehörte. 
Von 2012 bis 2021 war Thomas Sternberg Mitglied im Landesvorstand der CDU-Nordrhein-Westfalen.

## Gremientätigkeiten
Im Rundfunkrat des Westdeutschen Rundfunks (WDR) ist er seit 2010 aktiv, von 2010 bis 2017 als stellvertretender Vorsitzender des Programmausschusses seitdem stellvertretendes Mitglied.
Sternberg engagierte sich zudem im Kunsthochschulbeirat des Landes Nordrhein-Westfalen 2009 bis 2019, war von 2006 bis 2021 Mitglied im Beirat der Kunststiftung NRW und im Kuratorium der Kunstsammlung Nordrhein-Westfalen sowie im Vorstand der Landesmusikakademie NRW. Von 1992 bis 2000 war er einer der drei Präsidenten der Deutschen Gesellschaft für Christliche Kunst (DG), München. Er war Vorsitzender der Annette-von-Droste-Gesellschaft e. V. und geschäftsführender Vorstand der Josef-Pieper-Stiftung von deren Gründung 1991 bis 2016.
Er ist Vorstandsmitglied der Gesellschaft für neue Musik, Münster, und Mitglied im Kuratorium der Universitätsgesellschaft Münster. Außerdem ist er Mitglied im Beirat der Bischöflichen Studienförderung Cusanuswerk, Bonn und Kuratoriumsmitglied am Max-Planck-Institut für molekulare Biomedizin. Seit 2017 ist er Vorstandsmitglied der Konrad-Adenauer-Stiftung, Berlin. Er ist Mitglied im Vorstand der Stiftung Katholische Schulen in Deutschland e. V., im Vorstand der Schoberstiftung für christliche Hospizarbeit, im Vorstand der Herrmann-Kunst-Stiftung zur Förderung der neutestamentlichen Textforschung und Vorsitzender des Kuratoriums der Stiftung Internationales Centrum für Begabungsforschung (icbf) der Universität Münster.
In der Nachfolge von Fritz Behrens wurde Thomas Sternberg am 25. Juli 2021 vom Stiftungskuratorium zum Präsidenten der Kunststiftung NRW gewählt.

## Auszeichnungen
1989 erhielt für seine kirchenhistorische Promotion als erster den Bruno-Heck-Preis der Altstipendiaten der Konrad-Adenauer-Stiftung. Am 3. Mai 2018 wurde Sternberg das Bundesverdienstkreuz 1. Klasse verliehen.